# Crowbar
I Crowbar (levachiodi o piede di porco in inglese) sono un gruppo sludge metal originario di New Orleans. La band è nata nel 1989 dall'iniziativa del chitarrista e vocalist Kirk Windstein; gli altri membri comprendevano Kevin Noonan (chitarra), Todd Strange (basso) e Craig Numenmacher (batteria).

## Storia
Il membro principale del gruppo è il chitarrista e cantante Kirk Windstein, che ne gestisce ogni aspetto, dalla stesura dei brani alla scelta dei componenti. Durante gli anni sono numerosi i musicisti che hanno partecipato a questo progetto: dopo la pubblicazione del primo album, Obedience thru Suffering (1992), entrò Matt Thomas alla chitarra. La nuova formazione firmò per la Pavement Music e pubblicò due album, Crowbar (1993) e Time Heals Nothing (1995). I video di due brani dell'album, All I Had (I Gave) ed Existence is Punishment, furono trasmessi su Beavis and Butt-head.

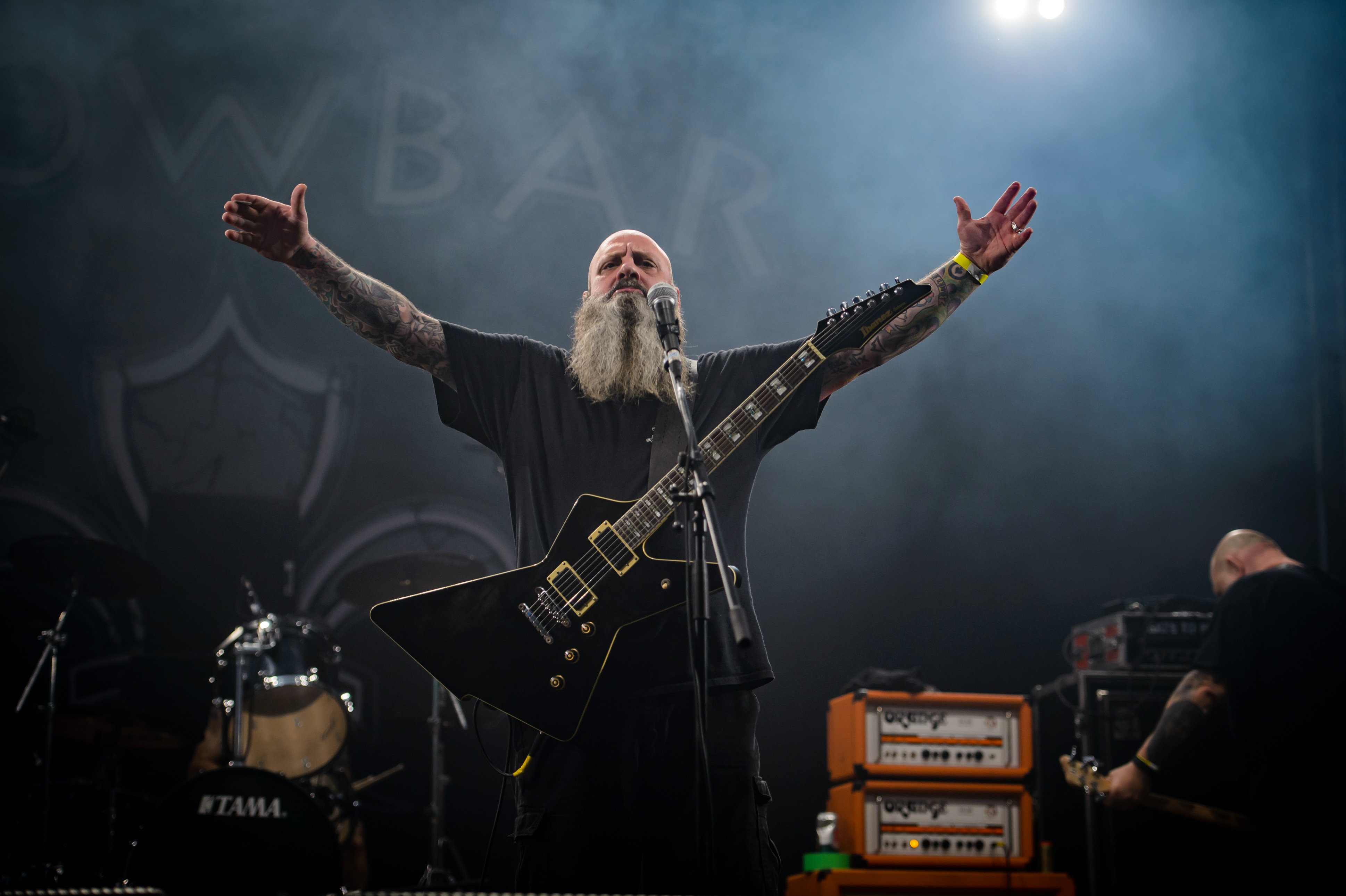
I Crowbar al Wacken Open Air 2017

Dopo il terzo album Numenmacher lasciò la band e al suo posto entrò Jimmy Bower (Eyehategod, Superjoint Ritual). In quel periodo Windstein, Strange e Bower erano anche impegnati con i Down, in cui militavano anche Phil Anselmo (Pantera) e Pepper Keenan (Corrosion of Conformity). Il 1996 vide l'ingresso di Sammy Pierre Duet (Acid Bath) al posto di Thomas e la pubblicazione di Broken Glass. Questa formazione produsse anche il seguente Odd Fellows Rest nel 1998 (uscito sotto l'etichetta discografica Mayhem). Nel 2000 uscì Equilibrium, pubblicato dalla Spitfire Records: Bower non fece parte della formazione, venendo sostituito da Sid Montz, mentre Todd Strange decise di abbandonare la carriera di musicista dopo il completamento dell'album: il suo posto venne occupato da Jeff Okoneski. Nel 2001 esce l'album Sonic Excess in Its Purest Form, sempre sotto la Spitfire, ma la collaborazione con questa etichetta dura pochi mesi a causa della decisione di Windstein di porre il gruppo in pausa e concentrarsi sui Down: l'album presenta Tony Costanza (Machine Head, Crisis, Debris Inc.) alla batteria.
Nel 2005, Windstein decise di tornare a lavorare con i Crowbar. Al progetto parteciparono Craig Numenmacher, Rex Brown (ex Pantera, che produsse l'album) e Steve Gibb (chitarra), Tommy Buckley (batteria, Soilent Green, Christ Inversion) e Pat Bruders (basso, Goatwhore). Dopo la tournée in promozione dell'album, seguì un periodo di pausa. Sei anni dopo uscì Sever the Wicked Hand, a cui seguirono Symmetry in Black e The Serpent Only Lies.

## Membri
- Kirk Windstein - voce, chitarra ritmica (1989-presente)
- Matthew Brunson - chitarra solista (2009-presente)
- Todd Strange - basso (1989-2000, 2016-presente)
- Tommy Buckley - batteria (2005-presente)

### Ex membri
- Kevin Noonan - chitarra solista (1989-1993)
- Matt Thomas - chitarra solista (1993-1997)
- Sammy Duet - chitarra solista (1997-2002)
- Steve Gibb - chitarra solista (2002-2009)
- Jimmy Bower - batteria (1989-1991, 1996-2000)
- Craig Nunenmacher - batteria (1991-1996)
- Sid Montz - batteria (2000)
- Tony Costanza - batteria (2001-2005)
- Jeff Okoneski - basso (2001)
- Rex Brown - basso (2001-2005)
- Patrick Bruders - basso (2005-2013)
- Jeff Golden - basso (2013-2016)

## Discografia

### Album in studio
- 1991 - Obedience thru Suffering
- 1993 - Crowbar
- 1995 - Time Heals Nothing
- 1996 - Broken Glass
- 1998 - Odd Fellows Rest
- 2000 - Equilibrium
- 2001 - Sonic Excess in Its Purest Form
- 2005 - Lifesblood for the Downtrodden
- 2011 - Sever the Wicked Hand
- 2014 - Symmetry in Black
- 2016 - The Serpent Only Lies
- 2022 - Zero and Below

### EP
- 1994 - Live + 1

### Compilation
- 1997 - Past and Present
- 2007 - Odd Fellows Rest & Equilibrium

### Raccolte
- 2000 - Sludge: History of Crowbar

### Singoli
- 2010 - Let Me Mourn
- 2011 - The Cemetery Angels
- 2011 - Isolation
- 2014 - Walk with Knowledge Wisely
- 2016 - Falling While Rising
- 2016 - Plasmic and Pure
- 2016 - The Serpent Only Lies

## Videografia
- 1997 - "Like Broken" Home Video
- 2007 - Live: With Full Force